# Trichoplusia kalitura
Trichoplusia kalitura är en fjärilsart som beskrevs av Felder 1874. Trichoplusia kalitura ingår i släktet Trichoplusia och familjen nattflyn. Inga underarter finns listade i Catalogue of Life.